# 세베르초프긴꼬리쥐
세베르초프긴꼬리쥐(Sicista severtzovi)는 뛰는쥐과에 속하는 설치류의 일종이다. 동부 유럽 스텝 지대(우크라이나 동부와 [[러시아 남부, 서부)의 토착종이다. 자연 서식지는 온대 숲이다.